# Villa Sant’Antonio
Villa Sant'Antonio település Olaszországban, Szardínia régióban, Oristano megyében. Lakosainak száma 331 fő (2023. január 1.). Villa Sant’Antonio Albagiara, Asuni, Mogorella, Ruinas, Assolo és Senis községekkel határos.

## Népesség
A település lakossága az elmúlt években az alábbi módon változott:
| Lakosok száma | 352  | 355  | 331  |
|               | 2017 | 2018 | 2023 |